# 昂头风毛菊
昂头风毛菊（学名：Saussurea sobarocephala）为菊科风毛菊属的植物，是中国的特有植物。分布在中国大陆的四川、陕西等地，生长于海拔2,800米至3,600米的地区，见于山坡草地以及林缘，目前尚未由人工引种栽培。